# NGC 4509
NGC 4509 је спирална галаксија у сазвежђу Ловачки пси која се налази на NGC листи објеката дубоког неба.
Деклинација објекта је + 32° 5' 32" а ректасцензија 12h 33m 6,8s. Привидна величина (магнитуда) објекта NGC 4509 износи 13,4 а фотографска магнитуда 14,2. NGC 4509 је још познат и под ознакама UGC 7704, MCG 5-30-18, MK 773, IRAS 12306+3222, CGCG 159-15, KUG 1230+323, PGC 41660.